# Whispering Voices
Whispering Voices er en film instrueret af Nanna Bjerg Eskildsen og Helene Willadsen.

## Handling
83 % af Egyptens kvinder har oplevet sexchikane i de egyptiske gader, men det er et problem, der for mange kvinder stadig er svært at tale om, og et problem der ikke bliver anerkendt i samfundet. I filmen vises korte anonyme historier, der beskriver episoder med sexchikane, som både giver indtryk af, hvad chikane er, hvordan det opleves og hvordan chikanen påvirker hverdagen. Vi møder kvinden Engy Ghozlan, der kæmper en hård kamp for at få kvindernes historier om chikane frem og få problemet anerkendt. Hun har derfor været med til at stifte et projekt og en hjemmeside kaldet Harassmap. HarassMap er et interaktivt kort på internettet, hvor man kan indrapportere sexchikane. Formålet er at give kvinder en platform til at vise, at problemet med chikane eksisterer, samt et sted de kan få råd om, hvordan de kan få hjælp. Engy viser, at der også er kvinder, der tør stå frem og forsøge aktivt at ændre deres samfund.